# Санта-Коломба-де-Куруеньйо
Санта-Коломба-де-Куруеньйо (ісп. Santa Colomba de Curueño) — муніципалітет в Іспанії, у складі автономної спільноти Кастилія і Леон, у провінції Леон. Населення — 564 особи (2010). 
Муніципалітет розташований на відстані близько 300  км на північний захід від Мадрида, 20  км на північний схід від Леона.
Є свідчення про наявність поселень у цьому районі з початку X століття. Задокументовано існування замку Сан-Сальвадор, що здіймався над лівим берегом річки Куруеньйо, навпроти нинішнього селища. Треба зазначити, що селище має стародавні витоки. У часи пізнього середньовіччя територія була всіяна замками й донжонами, що були свідками її стратегічної цінності.
На території муніципалітету розташовані такі населені пункти: (дані про населення за 2010 рік)
- Амбасагуас-де-Куруеньйо: 75 осіб
- Баррільйос: 121 особа
- Барріо-де-Нуестра-Сеньйора: 101 особа
- Девеса-де-Куруеньйо: 63 особи
- Гальєгос-де-Куруеньйо: 44 особи
- Ла-Мата-де-Куруеньйо: 51 особа
- Пардесівіль: 24 особи
- Санта-Коломба-де-Куруеньйо: 85 осіб

## Демографія
Динаміка населення (INE ):